# Suillus
Suillus er svampeslægt, som tilhører Rørhat-ordenen. I Danmark findes 8 forskellige arter. Alle danner mykorrhiza med nåletræer. De fleste har en slimet hathud. Ingen af disse er giftige, men enkelte er kedelige i smagen.
| Beskrevne arter |

- Almindelig Lærkerørhat Suillus grevillei
- Brungul Rørhat Suillus luteus
- Broget Rørhat Suillus variegatus

| Andre arter |

- Grovporet Rørhat Suillus bovinus
- Hulstokket Rørhat Suillus cavipes
- Mose-Rørhat Suillus flavidus
- Kornet Rørhat Suillus granulatus
- Suillus tomentosus
- Slimet Rørhat Suillus viscidus[2]

- Broget rørhat (Suillus variegatus)
- Brungul rørhat (Suillus luteus)
- Almindelig Lærkerørhat (Suillus grevillei)

## Sammenligning
| Kendetegn              | Broget rørhat (Suillus variegatus)   | Brungul rørhat (Suillus luteus)     | Lærke - rørhat (Suillus grevillei) |
| ---------------------- | ------------------------------------ | ----------------------------------- | ---------------------------------- |
| Hat                    | 5-12 cm, gulligt brun med brune skæl | 4-10 cm, brungul, mørkest i centrum | 4 -10 cm, gul                      |
| Rør                    | gule/grålige                         | gule                                | gule                               |
| Stok                   | brun, kraftig                        | gullig med violet ring              | gullig/brun med gul ring           |
| Kød                    | lyst og blånende                     | blødt og hvidt eller gulligt        | gult, brunere ved stokkens basis   |
| Findested              | Ved fyr                              | Ved fyr                             | Ved lærk                           |
| Tidspunkt og forekomst | 07-10, almindelig                    | 07-10, almindelig                   | 07-10, Hyppig                      |
| Kulinarisk værdi       | Mild, god som ung                    | Let syrlig, god som ung             | God smag                           |